# Stadionul Al Bayt
Stadionul Al Bayt (arabă استاد البيت) este un stadion de fotbal din Al Khor, Qatar, destinat să fie folosit pentru meciurile de la Campionatul Mondial de Fotbal 2022. Contractul de construcție al stadionului a fost atribuit Salini și Cimolai în 2015. În ianuarie 2020, stadionul a primit certificate de durabilitate de proiectare ecologică, managementul construcțiilor și eficiență energetică.